# Antonio Raíllo
Antonio Raíllo (Córdoba, 1991. október 8. –) spanyol labdarúgó, a Mallorca hátvédje.

## Pályafutása
Raíllo a spanyolországi Córdoba városában született. Az ifjúsági pályafutását a Séneca akadémiájánál kezdte.
2010-ben mutatkozott be a Pozoblanco felnőtt csapatában. 2011 és 2015 között a Real Betis B, a Córdoba B és az Espanyol B klubjainál szerepelt. 2015-ben az első osztályban szereplő Espanyolhoz igazolt. 2015. augusztus 22-én, a Getafe ellen 1–0-ra megnyert bajnokin debütált. A 2015–16-os szezonban a Ponferradina csapatát erősítette kölcsönben. 2016. július 1-jén a Mallorca szerződtette. Először a 2016. augusztus 20-ai, Reus Deportiu ellen 1–0-ra elvesztett mérkőzésen lépett pályára. Első gólját 2017. február 5-én, a Real Oviedo ellen idegenben 2–1-es vereséggel zárult találkozón szerezte meg.

## Statisztikák
2023. május 1. szerint
| Klub                      | Szezon   | Osztály            | Bajnokság | Bajnokság | Kupa és Ligakupa | Kupa és Ligakupa | Nemzetközi | Nemzetközi | Összesen | Összesen |
| Klub                      | Szezon   | Osztály            | Meccs     | Gól       | Meccs            | Gól              | Meccs      | Gól        | Meccs    | Gól      |
| ------------------------- | -------- | ------------------ | --------- | --------- | ---------------- | ---------------- | ---------- | ---------- | -------- | -------- |
| Espanyol                  | 2015–16  | La Liga            | 4         | 0         | 2                | 0                | —          | —          | 6        | 0        |
| Ponferradina (kölcsönben) | 2015–16  | Segunda División   | 16        | 1         | 0                | 0                | —          | —          | 16       | 1        |
| Mallorca                  | 2016–17  | Segunda División   | 29        | 2         | 0                | 0                | —          | —          | 29       | 2        |
| Mallorca                  | 2017–18  | Segunda División B | 35        | 1         | 1                | 0                | —          | —          | 36       | 1        |
| Mallorca                  | 2018–19  | Segunda División   | 39        | 2         | 0                | 0                | —          | —          | 39       | 2        |
| Mallorca                  | 2019–20  | La Liga            | 32        | 1         | 2                | 0                | —          | —          | 34       | 1        |
| Mallorca                  | 2020–21  | Segunda División   | 36        | 2         | 0                | 0                | —          | —          | 36       | 2        |
| Mallorca                  | 2021–22  | La Liga            | 17        | 2         | 0                | 0                | —          | —          | 17       | 2        |
| Mallorca                  | 2022–23  | La Liga            | 30        | 2         | 2                | 0                | —          | —          | 32       | 2        |
| Mallorca                  | Összesen | Összesen           | 218       | 12        | 5                | 0                | 0          | 0          | 223      | 12       |
| Összesen                  | Összesen | Összesen           | 238       | 13        | 7                | 0                | 0          | 0          | 245      | 13       |